# Imam Hoesseinmoskee

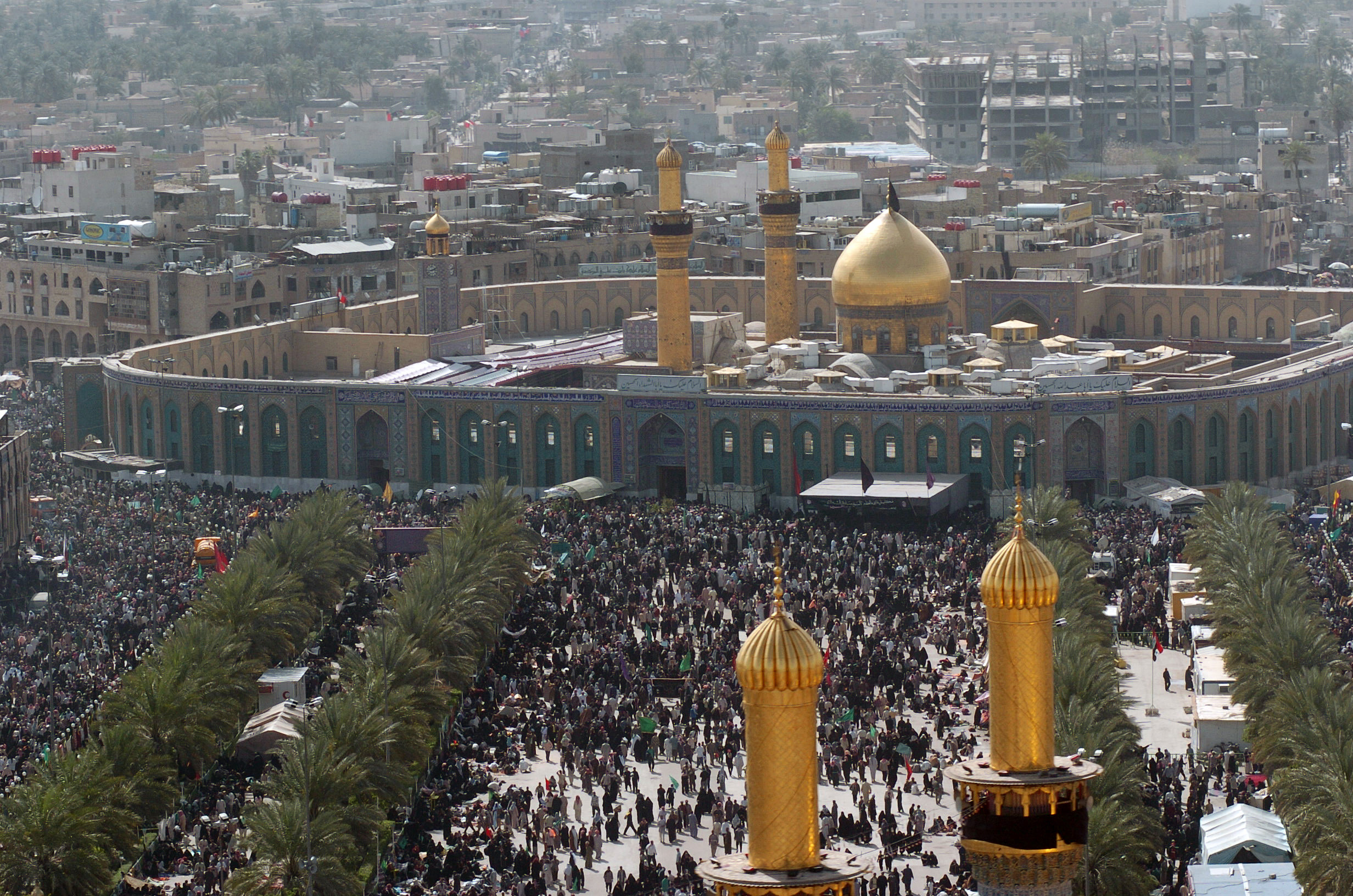
Pelgrims tijdens Aba'ien

De Imam Hoesseinmoskee (Meshed al-Hoessein of Imam Hoesseinmausoleum) is een moskee in de Iraakse stad Karbala.
In de moskee ligt de Imam Hoessein begraven. De sjiieten geloven dat Hoessein de waarlijke opvolger van de profeet Mohammed was, terwijl de soennieten geloven dat hij dat niet was.

## Geschiedenis
Hoessein sneuvelde in een slag met de soennitische Omajjaden in 680 bij de stad Karbala. Over zijn graf werd later de Imam Hoesseinmoskee gebouwd. De eerste moskee dateert al van 684. In 749, nadat de Abbasiden de stad hadden veroverd, werd de moskee uitgebreid. In 1384 werden de minaretten gebouwd. In 1796 werd de koepel met bladgoud bekleed. In 1801 vielen Saoedi's uit Arabië onder leiding van Abdoel Aziz bin Mohammed bin Saoed de stad aan en plunderden de moskee. Later werd de moskee weer hersteld.
Veel gelovigen willen in de buurt van de Imam Hoesseinmoskee begraven worden. Het feit dat Hoessein gerelateerd was aan Mohammed trekt veel pelgrims naar de moskee.

## Actualiteit
In 2004 vond tijdens het Asjoera-festival, waarbij de dood van Imam Hoessein herdacht wordt, een bomaanslag plaats waarbij ten minste 85 personen omkwamen. Ook vond op 15 december, de dag dat de verkiezingscampagne van start ging, een bomaanslag plaats voor de moskee. Op 19 december vond opnieuw een aanslag plaats in de buurt van de moskee, waarbij tientallen personen gedood werden. Waarschijnlijk zaten radicale soennieten achter de aanslag.
Op 4 januari 2006 vond opnieuw een zelfmoordaanslag plaats, waarbij naar schatting zo'n 60 personen gedood werden. Dezelfde dag vond eveneens een aanslag plaats op sjiieten in Ramadi, waarbij ook zo'n 60 personen gedood werden.